# Baron Feversham

Wappenschild der Familie Duncombe

Baron Feversham ist ein erblicher britischer Adelstitel, der je einmal in der Peerage of Great Britain und in der Peerage of the United Kingdom verliehen wurde.

## Verleihungen
Erstmals wurde am 23. Juni 1747 in der Peerage of Great Britain der Titel Baron Feversham, of Downton in the County of Wilts, für den Unterhausabgeordneten Anthony Duncombe geschaffen. Dieser starb am 18. Juni 1763 ohne Söhne zu hinterlassen, so dass der Titel erlosch.
In zweiter Verleihung wurde am 14. Juli 1826 in der Peerage of the United Kingdom der Titel Baron Feversham, of Duncombe Park in the County of York, für den Unterhausabgeordneten Charles Duncombe neu geschaffen. Dessen Enkel, der 3. Baron, wurde am 25. Juli 1868 auch zum Earl of Feversham, of Rydale in the North Riding of the County of York, und Viscount Helmsley, of Helmsley in the North Riding of the County of York, erhoben. Beim Tod seines Urenkels, des 3. Earls, am 4. September 1963 erloschen das Earldom und die Viscountcy, die Baronie hingegen fiel an dessen Cousin vierten Grades als 6. Baron. Heutiger Titelinhaber ist seit 2009 dessen Sohn Jasper Duncombe als 7. Baron. Familiensitz der Barone war bis 2009 Duncombe Park bei Helmsley in Yorkshire.

## Liste der Barone Feversham

### Barone Feversham, erste Verleihung (1747)
- Anthony Duncombe, 1. Baron Feversham (1695–1763)

### Barone Feversham, zweite Verleihung (1826)
- Charles Duncombe, 1. Baron Feversham (1764–1841)
- William Duncombe, 2. Baron Feversham (1798–1867)
- William Duncombe, 1. Earl of Feversham, 3. Baron Feversham (1829–1915)
- Charles Duncombe, 2. Earl of Feversham, 4. Baron Feversham (1879–1916)
- Charles Duncombe, 3. Earl of Feversham, 5. Baron Feversham (1906–1963)
- Peter Duncombe, 6. Baron Feversham (1945–2009)
- Jasper Duncombe, 7. Baron Feversham (* 1968)

Titelerbe (Heir apparent) ist der Sohn des aktuellen Titelinhabers, Hon. Orlando Duncombe (* 2009).